# Cova del Valle
Die Cova del Valle (auch Cueva del Valle oder „La Viejarrona“ genannt – dt. Talhöhle) ist eine Höhle südöstlich des Weilers Rasines, im Osten von Kantabrien in Spanien. Sie hat einen großen Eingang. In der Höhle entspringt ein Nebenfluss des Río Asón. Die Cova del Valle zählt mit mehr als 40 erforschten Kilometern zu den längsten Höhlen Europas und ist von prähistorischer und speläologischer Bedeutung.
1905 entdeckte Pater Lorenzo Sierra die Stätte mit Utensilien aus dem Azilien und Magdalénien. Die ersten Ausgrabungen wurden zwischen 1909 und 1911 durchgeführt und waren angesichts des Umfangs und der Qualität der Fundstücke erfolgreich. Harpunen mit einer oder zwei Zahnreihen und verschiedene Knochenwerkzeuge. Aus Feuerstein gibt es insbesondere Meißel und verschiedene Schaberarten. Zwischen 1996 und 1998 führte Maria Paz García-Gelabert Pérez eine erneute Untersuchung durch und fand Materialien, die die Chronologie bestätigten.
In der Höhle wurde ein verzierter Lochstab von archäologischem Belang gefunden, der aber verschollen ist: Eine Gipskopie wird im Nationalen Archäologischen Museum Spaniens aufbewahrt. Ein weiterer Lochstab wies keine Verzierung auf und wird im Regionalmuseum für Vorgeschichte und Archäologie Kantabriens in Santander aufbewahrt.